# 老司
老司（ろうじ）は、福岡県福岡市南区の地名。郵便番号811-1346。

## 地理
福岡市南区南西部に位置する。北で野多目、北東で向新町、東で那珂川を跨いで警弥郷、南で那珂川市片縄北、西で鶴田、北西で屋形原と隣接する。主に住宅地として利用されている。また、国道385号線と県道49号線が老司四つ角で交わる交通の要所のため、福岡外環状道路の開通により通過交通は減少したが、なお朝・夕問わず渋滞している。

### 河川
- 那珂川

### 湖沼

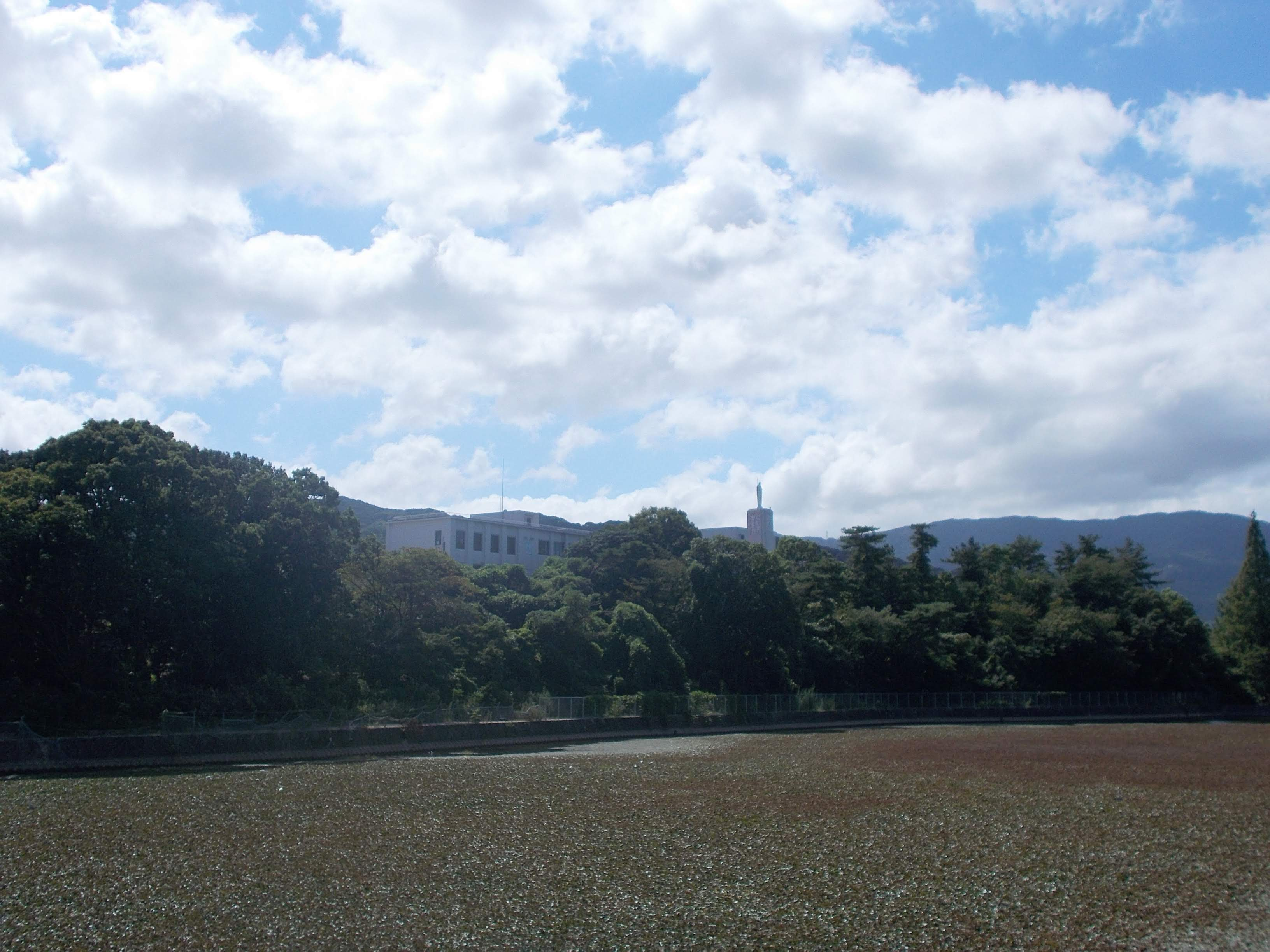
老司大池より福岡海星女子学院高等学校を望む

- 老司大池
- 笹池

## 歴史

### 町域の変遷
| 住居表示実施後           | 実施年月日 | 住居表示実施前（各大字の一部） |
| ------------------------ | ---------- | ------------------------------ |
| 老司一丁目から老司五丁目 | 年不詳     | 大字老司など                   |

## 交通

### バス
- 西鉄バス老司・老司2丁目・老松神社前・老司1丁目・老司小学校前・老司団地

### 道路
- 国道385号線
- 福岡県道49号線

## 施設

### 学校・保育園・幼稚園
- 南福岡幼稚園
- しあわせの星保育園
- 福岡海星女子学院聖マリア幼稚園
- 福岡市立老司小学校
- 福岡市立老司中学校
- 福岡海星女子学院附属小学校
- 福岡海星女子学院高等学校

### スーパーマーケット・ホームセンター
- マックスバリュエクスプレス 老司店

### コンビニエンスストア
- ファミリーマート 老司店
- セブン-イレブン 老司3丁目店

### 銀行・郵便局
- 西日本シティ銀行 大橋支店老司出張所
- 福岡老司郵便局

### 病院
- 西岡病院

### その他施設
- 福岡少年院